# Große Gemeindesynagoge

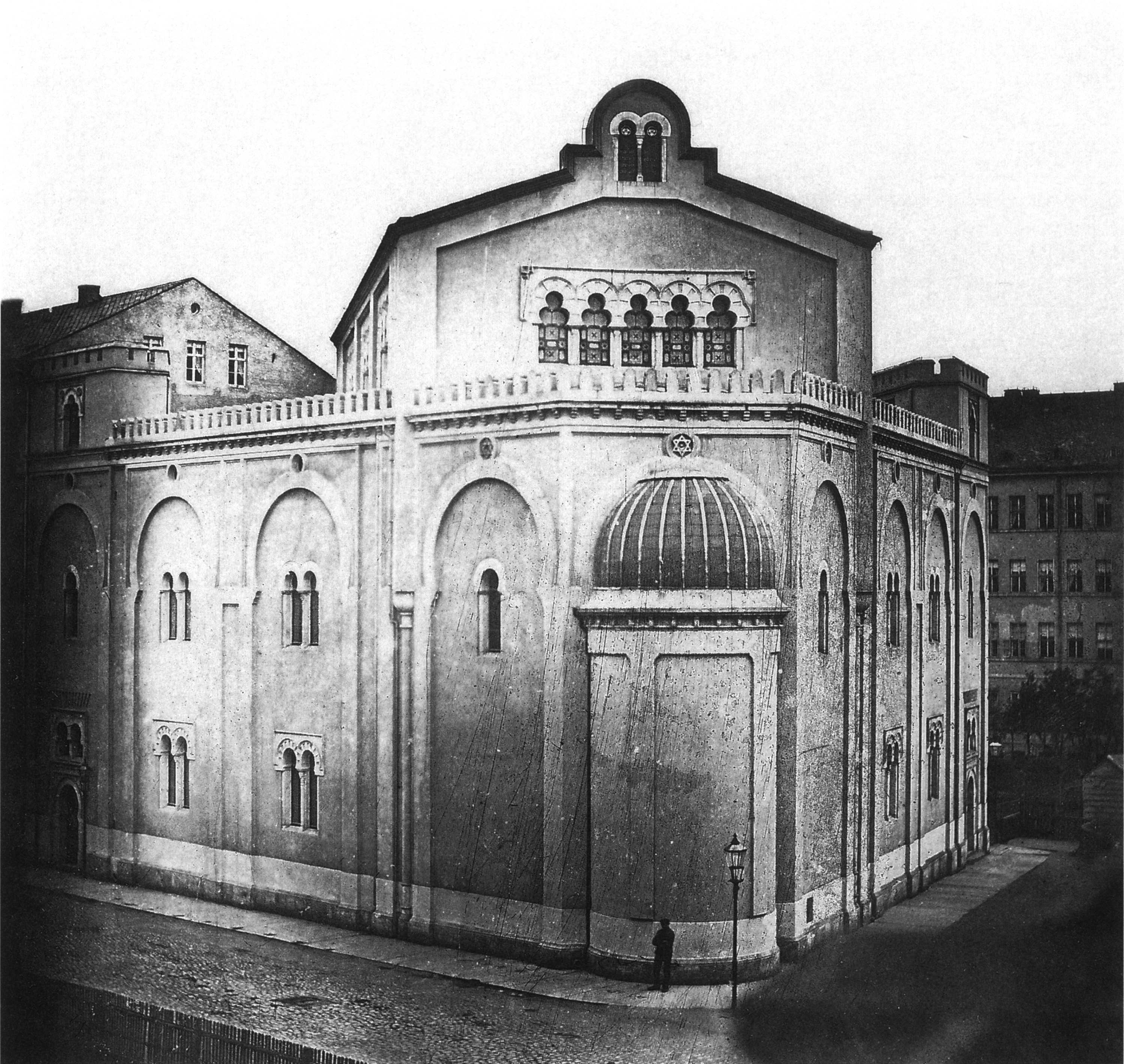
Hauptansicht der Synagoge aus östlicher Richtung (Foto von Bertha Wehnert-Beckmann, um 1860)

Die Große Gemeindesynagoge (auch Der Tempel oder später Alte Synagoge genannt) in Leipzig war die älteste und bedeutendste Synagoge der Stadt. Sie wurde 1854–1855 nach Plänen des Semper-Schülers Otto Simonson im orientalisierenden Architekturstil erbaut. Die Grundsteinlegung erfolgte am 9. September 1854. Am 10. September 1855 wurde die neue Synagoge durch den Rabbiner Adolf Jellinek ihrer Bestimmung übergeben. Während der Novemberpogrome wurde das Gotteshaus in der Nacht vom 9. zum 10. November 1938 in Brand gesteckt und zerstört. Vom 11. November 1938 bis zum 12. Februar 1939 erfolgte der Abriss der Ruine auf Kosten der Israelitischen Religionsgemeinde. Die Synagoge stand unmittelbar westlich des Promenadenrings auf dem Eckgrundstück Gottschedstraße 3 / Zentralstraße.

## Architektur

### Grundriss

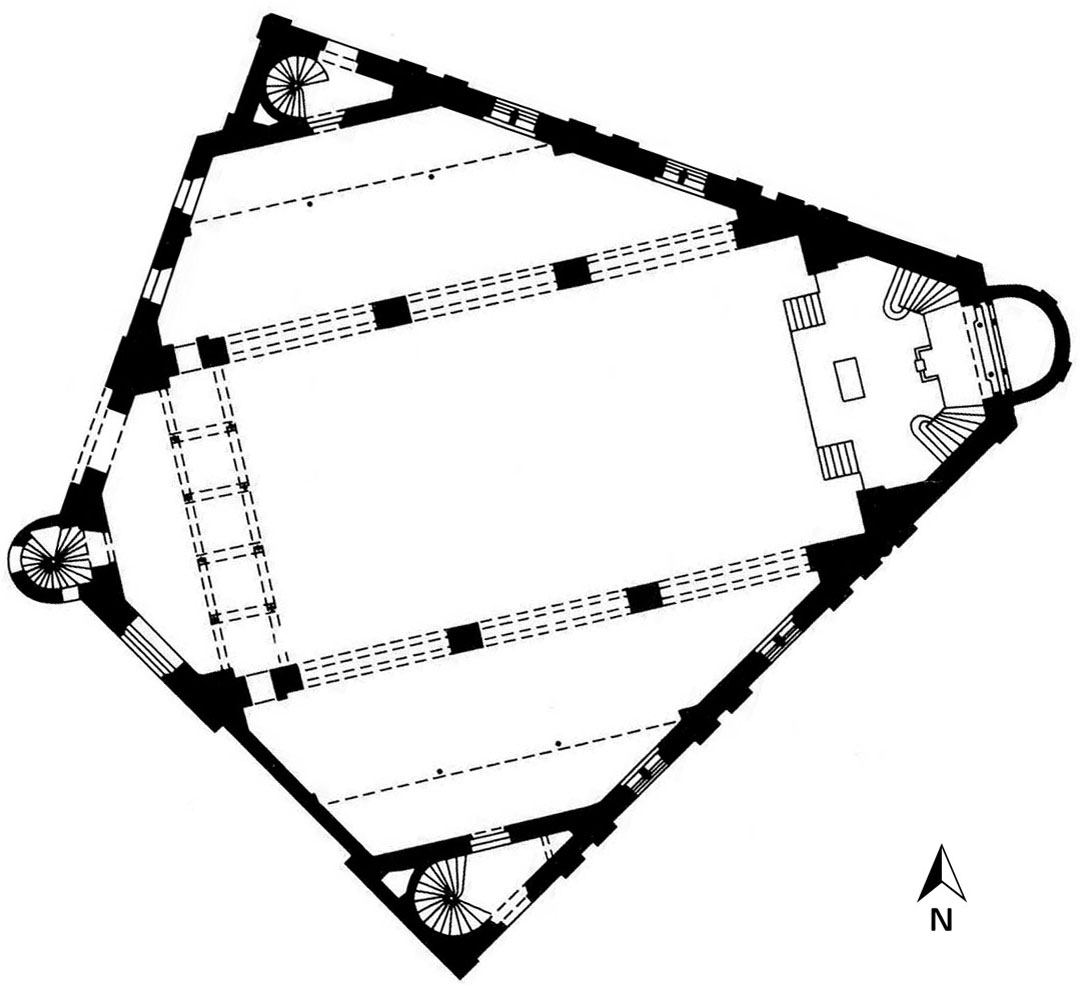
Grundriss

Die Synagoge hatte den Grundriss eines Drachenvierecks. Zwei Reihen mit jeweils vier Säulen grenzten das Hauptschiff von den Seitenschiffen ab, wobei die Seitenschiffe aufgrund des Grundrisses schräg abgeschnitten waren. Im Westen befand sich ein Turm in der Mittelachse des Hauptschiffs. Zwischen den Außenmauern der Seitenschiffe und den äußeren Begrenzungsmauern befanden sich Zwickelräume, in die Türme mit Treppenhäusern eingebaut waren. Diese Türme ermöglichten den Zugang zur Frauenempore. An den Westturm auf der Mittelachse des Haupttrakts schloss sich nach Norden hin ein niedrigerer Baukörper mit Eingang, Vorhalle, Garderoben, Hof und einer kleinen Wochentagssynagoge an.

### Außenarchitektur

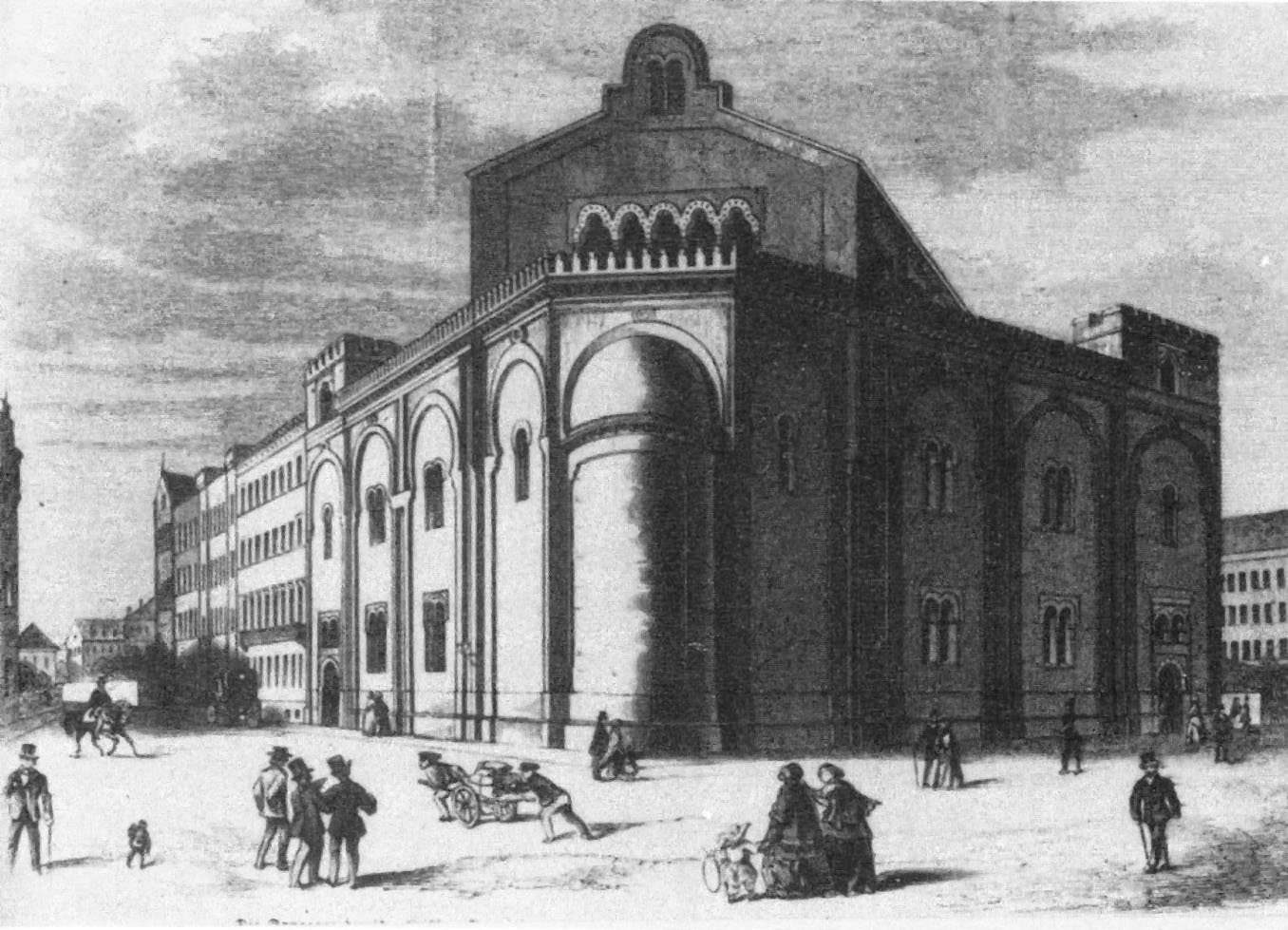
Äußeres der Synagoge von Nordosten

Vom Grundriss war nur die Ostspitze des Drachenvierecks an der Straßeneinmündung zu sehen. Vor die hier abgefaste Gebäudekante setzte Simonson die halbkreisförmige Apsis, den Toraschrein, an den sich fächerartig die Schauseiten der Synagoge zu beiden Straßen hin in gleicher Höhe anschlossen. So wurde die Ostspitze an der Straßenecke zur eigentlichen Hauptansicht des Gebäudes. Die beiden Straßenfassaden, die sich in einem spitzen Winkel in der Straßenecke trafen, wurden von Simonson in vier Achsen untergliedert. Jede dieser mit Zwillingsfenstern im Unter- und Obergeschoss besetzten Achsen wurde von einem Blendbogen in Hufeisenform geschmückt.
Den zweigeschossigen Baukörper in der Grundriss-Form eines spitz zulaufenden Dreiecks überragte das oberste Geschoss des rechteckigen dreigeschossigen Hauptschiffs. Seine übergiebelte Schmalseite, die gerade in der Hauptansicht des Gebäudes über Eck zur Wirkung kam, erhielt einen fünfteiligen Arkadenfries und die zwei Gesetzestafeln als Giebelbekrönung.

### Innenarchitektur

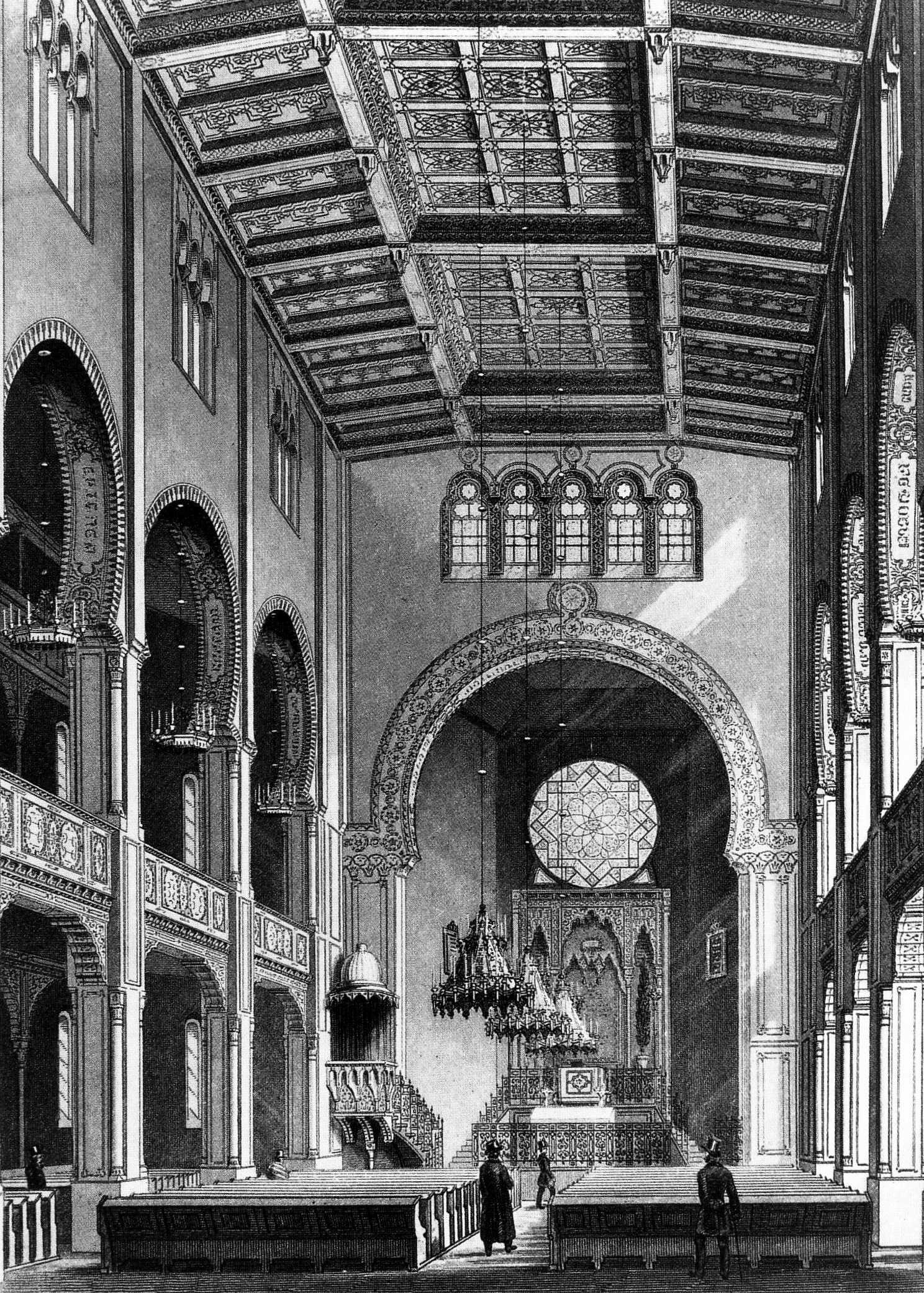
Innenraum

Der Sakralbau wurde als Emporenbasilika für 1600 Besucher gebaut, wobei indo-islamische Architektur zum Einsatz kam.
Zwei Reihen mit jeweils vier Säulen grenzten das dreigeschossige Hauptschiff von den zweigeschossigen Seitenschiffen mit Frauenemporen ab. Die zwei Reihen mit den jeweils vier Säulen bildeten im Erdgeschoss als oberen Abschluss „rechteckige Öffnungen, deren Zwickel durch kleine gelappte Bogenteile gefüllt“ waren, und als oberen Abschluss im zweiten Obergeschoss große Hufeisenbögen. Oberhalb der Hufeisenbögen, zu den Seitenschiffen mit den Frauenemporen hin, befanden sich dreiteilige, ebenfalls hufeisenförmige Fenster als Obergaden, welche von einer hochrechteckigen Blende eingefasst waren.
Die Kassettendecke war in drei Längszonen symmetrisch unterteilt, wobei an den Schnittstellen zwischen Quer- und Längsbalken kleine Stalaktiten herunterhingen. Rosetten, miteinander verbundene Vierecke und Schlingen bildeten ein Muster, das an die spanisch-islamische Baukunst erinnerte.

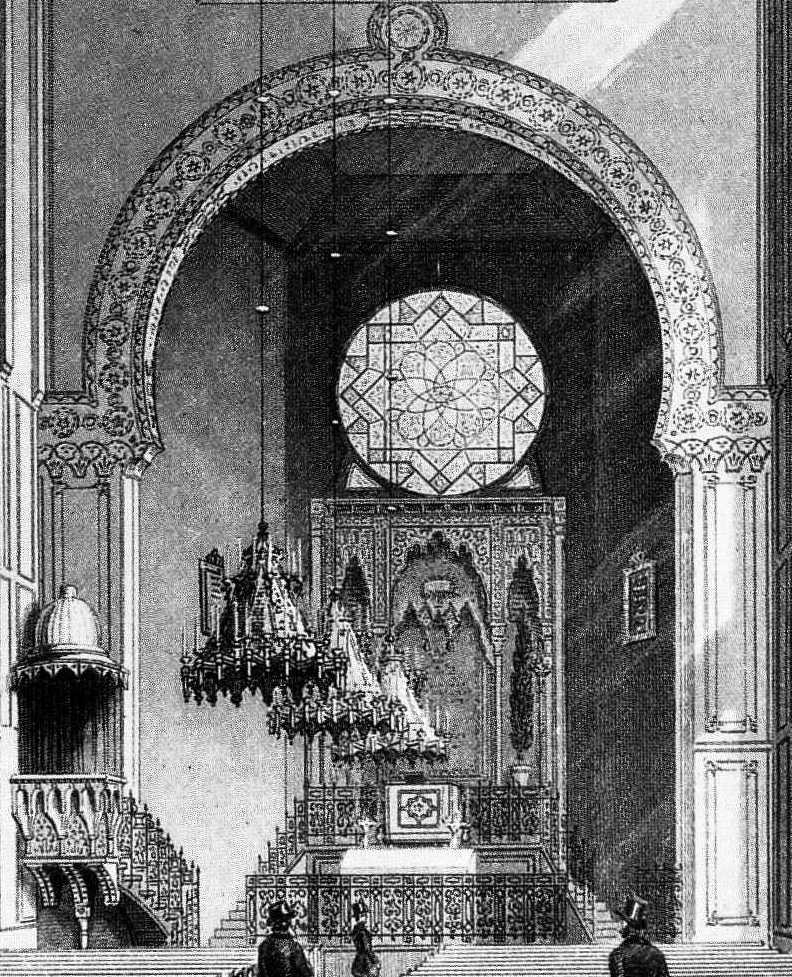
Toraschrein

Die Ostseite war mit einem Ensemble aus Kanzel an der Nordostecke, Bima und Toraschrein geschmückt. Die Kanzel der Synagoge war vergleichbar mit einer Kanzel aus einem christlichen Sakralbau, wobei der mit Stalaktiten dekorierte Unterbau der Kanzel und die Kuppelbekrönung an islamische Moscheen-Kanzeln bzw. Minbars erinnerte. Hinter einem Gitter befand sich die Bima. Das Vorlesepult stand eigens vor einem weiteren, erhöhten Gitterwerk. Zu diesem hohen Gitterwerk führten auf beiden Seiten Treppen hinauf. Die Wand des Toraschreins war in drei Teile symmetrisch mit einem breiten Mittel- und seitlichen schmaleren Seitenteilen untergliedert.

#### Orgel
Die Synagoge erhielt im Jahr 1868 oder 1856 eine vom Weißenfelser Orgelbauer Friedrich Ladegast erbaute zweimanualige Orgel mit 20 Registern auf mechanisch traktierten Schleifladen. Die Orgel wurde 1938 zusammen mit der Synagoge zerstört.

##### Disposition
| Hauptwerk           |       |
| Bordun              | 16′   |
| Principal           | 8′    |
| Gambe               | 8′    |
| Rohrflöte           | 8′    |
| Principal           | 4′    |
| Flauto minor        | 4′    |
| Quinte              | 2 ⁄3′ |
| Octave              | 2′    |
| Cornett III (ab c′) |       |
| Mixtur III          |       |

| Oberwerk         |    |
| Lieblich Gedackt | 8′ |
| Salicional       | 8′ |
| Flauto traverso  | 8′ |
| Geigenprincipal  | 4′ |
| Flauto amabile   | 4′ |

| Pedal      |        |
| Subbass    | 16′    |
| Violonbass | 16′    |
| Octavbass  | 8′     |
| Bassflöte  | 5 1⁄3′ |
| Octavbass  | 4′     |

- Koppeln:
  - Manualkoppel
  - Pedalkoppel

##### Technische Daten
- Anzahl der Pfeifen:
  - Hauptwerk – 684
  - Oberwerk – 270
  - Pedal – 135
- Gehäuse:
  - im maurischen Stil gehalten
- Windversorgung:
  - 3 Kastenbälge

## Gegenwart

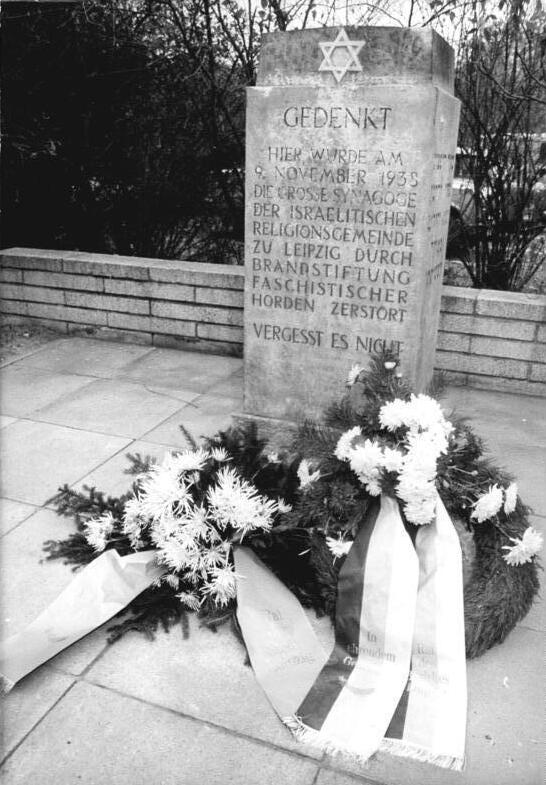
Gedenkstein von 1966

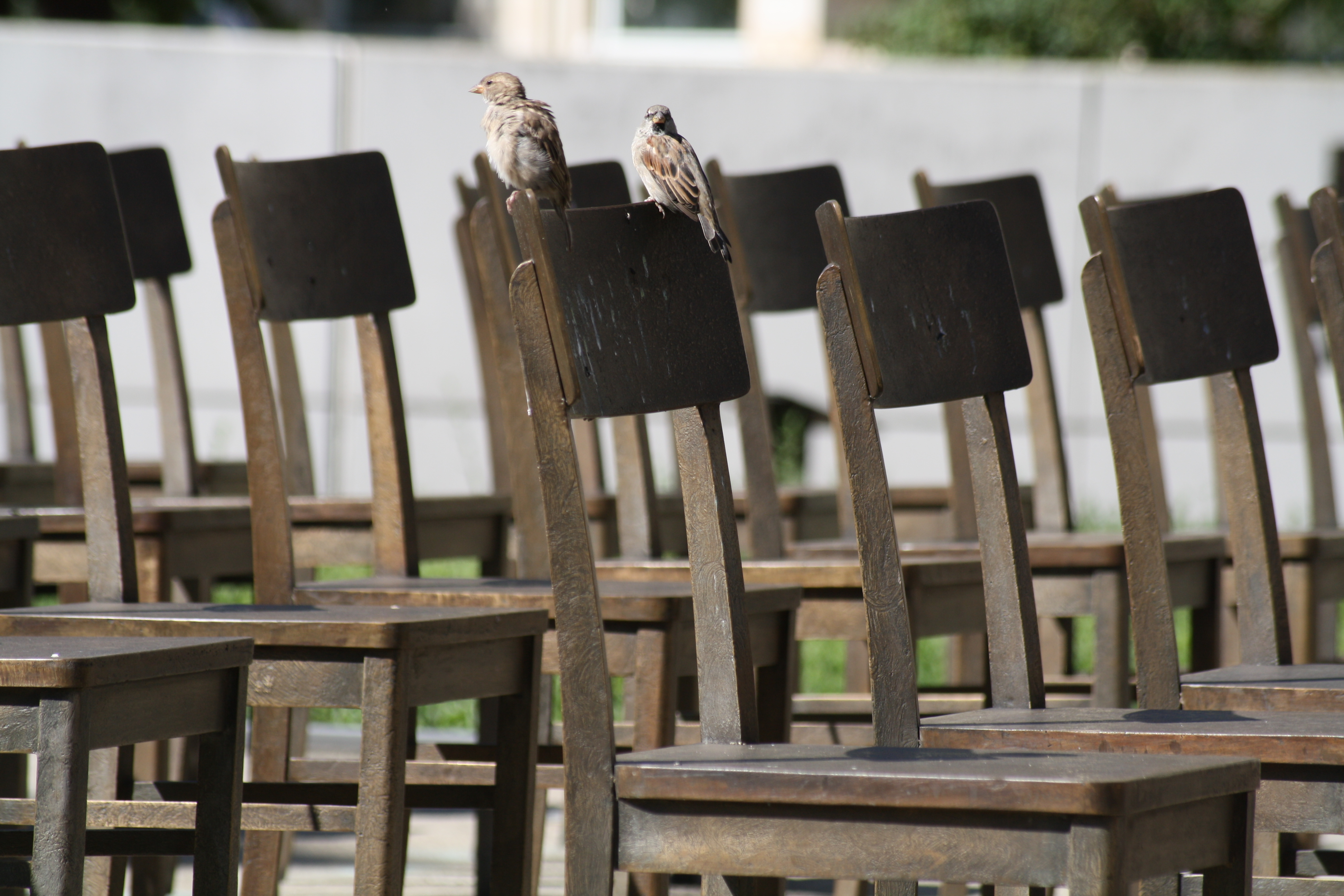
Synagogendenkmal von 2001

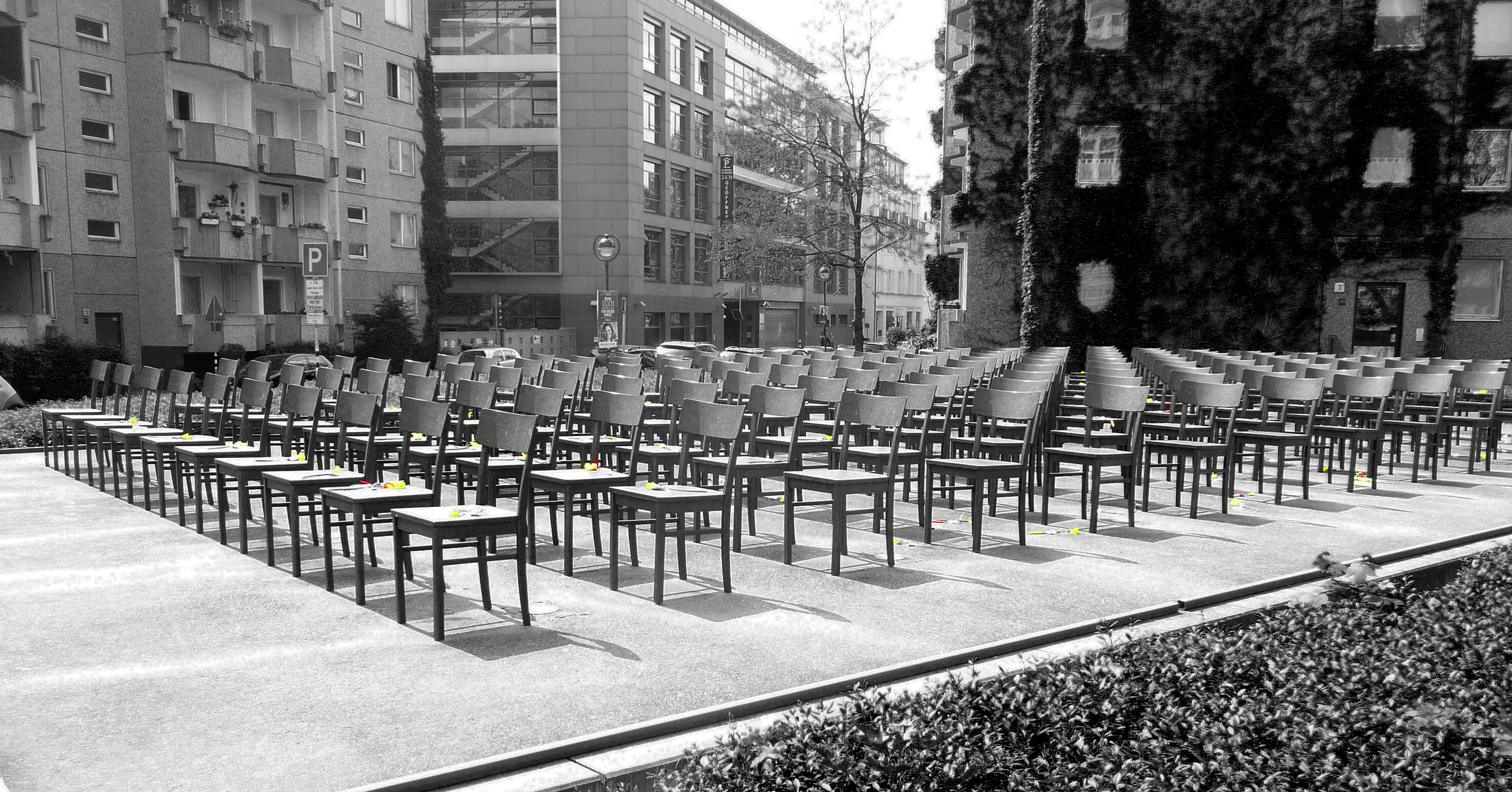
Synagogendenkmal 2014

Am 18. November 1966 wurde zur Erinnerung an die jüdische Gemeinde und an die Zerstörung ihres Gotteshauses an der ehemaligen Nordfassade ein kleiner vom Leipziger Bildhauer Hans-Joachim Förster (1929–2022) geschaffener Gedenkstein aus Cottaer Sandstein eingeweiht.
Das Grundstück der ehemaligen Synagoge hatte jahrzehntelang als Parkplatz und Standort einer Trafostation gedient. Nachdem die Stadt Leipzig erst im Jahre 1997 Eigentümerin des Grundstücks geworden war, lobte sie 1999 in Zusammenarbeit mit der Israelitischen Religionsgemeinde einen sachsenweit offenen anonymen Wettbewerb aus, zu dem auch zehn internationale Künstler eingeladen waren. Schließlich entschied man sich für den Entwurf der Leipziger Sebastian Helm (* 1969) und Anna Dilengite (* 1970), der es im Wettbewerb nur in die engere Wahl zur Realisierung geschafft hatte.
Nach mehrheitlichem Beschluss des Leipziger Stadtrates im Oktober 2000 konnte das Grundstück zu einem großflächigen Mahnmal umgestaltet werden. Das am 24. Juni 2001 eingeweihte Mal zeichnet auf einer Fläche von 12 × 12 Metern den Grundriss des zerstörten Gebäudes nach. Das Innere bildet ein Feld aus 140 leeren Bronzestühlen, die den Verlust der architektonischen Hülle erfahrbar machen sollen. Die westliche Grundstücksgrenze bildet eine Wand aus Sichtbeton mit Texten in englischer, deutscher und hebräischer Sprache auf jeweils drei Bronzetafeln.